# Veda (film)
Pour plus de détails, voir Fiche technique et Distribution.
Veda (litt. « Adieu ») est un film turc écrit, réalisé et composé par Zülfü Livaneli, sorti en 2010.
Il s'agit de la biographie de Mustafa Kemal Atatürk (1881-1938), fondateur et premier président de Turquie, et de l'adaptation des mémoires du politicien turc Salih Bozok.

## Fiche technique
Sauf indication contraire, les informations mentionnées dans cette section peuvent être confirmées par la base de données cinématographiques IMDb,  présente dans la section « Liens externes ».
- Titre original : Veda
- Réalisation : Zülfü Livaneli
- Scénario : Zülfü Livaneli, d'après les mémoires du politicien turc Salih Bozok
- Musique : Zülfü Livaneli
- Direction artistique : Hakan Yarkin
- Costumes : Baran Ugurlu
- Photographie : Peter Steuger
- Montage : Ulas Cihan Simsek
- Production : Sevda Kaygisiz
- Production déléguée : Tibet Kaan Demirtas et Ozkan Ipek
- Société de production : Kamera Film
- Société de distribution : Tiglon Film
- Pays de production :  Turquie
- Langue originale : turc
- Format : couleur
- Genre : biographie, drame, historique, guerre
- Durée : 114 minutes
- Date de sortie :
  - Turquie : 26 février 2010

## Distribution
- Sinan Tuzcu : Mustafa Kemal Atatürk (âge 25–45)
  - Burhan Güven : Mustafa Kemal Atatürk (âge 57)
  - Kaan Olcay : Mustafa Kemal Atatürk (âge 6–7)
  - Bartunç Akbaba : Mustafa Kemal Atatürk (âge 14–17)
- Serhat Kılıç : Salih Bozok (âge 30–57)
- Sunay Akın : Kâzım Karabekir
- Dolunay Soysert : Zübeyde Hanım
- Özge Özpirinçci : Fikriye Hanım (tr)
- Ezgi Mola : Latife Hanım
- Bahtiyar Engin : Ali Fuat Cebesoy
- Kaya Akkaya : Nuri Conker (tr)
- Tekin Temel : Mazhar Müfit Kansu (tr)
- Barış Özkan : Ali Kılıç (tr)
- Yaşar Üzer : Hasan Rıza Soyak (tr)
- İlker Gülümser : Fuat Bulca (tr)
- Özer Tunca : Ahmet Cemal Tunca (tr)
- Erk Bilgiç : Cevat Abbas Gürer (tr)
- Orhan Aydın : Kurmay Başkanı
- Mehmet Erbil : İsmail Hakkı Tekçe (tr)
- Alican Yarka : Muzaffer Kılıç (tr)

## Production

### Développement
Dans le magazine turc Birgün, le 27 février 2010, on révèle que la préparation du projet a mis trois ans, si bien que Zülfü Livaneli ait écrit, réalisé et composé en fin de compte, et précise que son but, concernant le film, « n'est pas seulement de parler de Mustafa Kemal Atatürk à la Turquie, mais aussi de le faire connaître au monde entier ».

### Tournage
Le tournage commence le 27 octobre 2009, à Antalya, Ayvalik, Izmir et Seferihisar, pour les scènes de guerre, en Turquie, et s'achève au bout de sept semaines.
Le directeur des costumes, Baran Ugurlu, y compte 12 000 costumes pour les acteurs, et les 2 000 figurants.

### Musique
La musique du film est composée par Zülfü Livaneli, lui-même, dont la bande originale est sortie le 2 septembre 2010 par İda Müzik Film :
Liste de pistes
1. Fikriyenin Şarkısı (1:51)
2. Selanik Türküsü (5:16)
3. Kırmızı Gül'ün Alı Var (3:57)
4. Vardar Ovası (2:38)
5. Yeni Cami (1:33)
6. Koca Arap Zeybeği (2:57)
7. Manastır Türküsü (2:38)
8. Bir Fırtına (oud) (2:05)
9. Veda (piano violoncelle) (3:05)
10. Kapalı Gözler (1:27)

1. Çocukluk Günleri (2:02)
2. Savaş Oyunu (1:49)
3. İnsanlar Ve Acıları (0:59)
4. A New World (4:32)
5. Veda (6:55)

## Accueil
Le film est sorti le 26 février 2010, dans 300 salles en Turquie et, en une semaine, se trouve au troisième rang du box-office turc.